# Чемпионская игра НФЛ 1935
Чемпионская игра чемпионата НФЛ 1935 — решающий матч по американскому футболу в 1935. В матче играли «Детройт Лайонс» и «Нью-Йорк Джайентс». Матч прошёл 15 декабря 1935 года. На стадионе находились 15 тысяч человек. «Детройт» победил 26-7.

## Судьи
- Судья: Томми Хьюджитт
- Судья: Бобби Кан
- Главный лайнсмен: Морис Дж. Мейер
- Полевой судья: Гарри Робб

НФЛ добавит ещё трех судьей в последующие года.

## Ход матча
DET-Детройт, NY-Нью-Йорк, ЭП-экстрапоинт
■ Первая четверть:
- DET-2-ярдовый тачдаун+ЭП, Детройт повёл 7:0
- DET-40-ярдовый тачдаун+экстрапоинт не забит, Детройт ведёт 13:0

■ Вторая четверть:
- NY-42-ярдовый тачдаун+ЭП, Детройт ведёт 13:7

■ Третья четверть:
■ Четвёртая четверть:
- DET-4-ярдовый тачдаун+ЭП, Детройт ведёт 20:7
- DET-4-ярдовый тачдаун+экстрапоинт не забит, Детройт ведёт 26:0